# Tillandsia bulbosa
Tillandsia bulbosa Hook. è una pianta epifita appartenente alla famiglia delle Bromeliacee.

## Distribuzione e habitat
La specie ha un areale neotropicale.